# Jenny Keni
Jenny Keni (* 11. Oktober 1982 in Ato’ifi, Malaita) ist eine ehemalige salomonische Sprinterin.

## Sport
Keni nam an den Olympischen Sommerspielen 2000 in Sydney und Olympischen Sommerspielen 2004 in Athen teil sowie an den Commonwealth Games 2002 in Manchester.
Qualifiziert hatte sie sich bereits bei den Oceania Youth Athletics Championships 1999 in Sånta Rita-Sumai, Guam, wo sie im 200-Meter-Lauf die Bronzemedaille gewann. Sie nahm auch an den Leichtathletik-Weltmeisterschaften 2003 in Saint-Denis und 2007 in Osaka teil. Dabei setzte sie 2003 einen nationalen Rekord mit einer Zeit von 12,64 s im 100-Meter-Sprint.
Bei den Solomon Islands Games 2006 gewann Keni Silber über 100 m und Bronze über 200 m.